# Servidor de arquivos HTTP
HTTP File Server (Servidor de Arquivos HTTP), também conhecido como HFS, é um servidor web gratuito projetado especificamente para publicação e compartilhamento de arquivos. O conjunto completo de recursos difere de outros servidores web; faltam alguns recursos comuns, como CGI, ou mesmo capacidade de rodar como um serviço do Windows, mas inclui, por exemplo, contagem de downloads de arquivos.

## Características
HFS é um pequeno servidor de arquivos HTTP, destinado principalmente ao compartilhamento de arquivos para download.
A documentação oficial descreve o HFS como:
HFS (HTTP File Server) é um software de compartilhamento de arquivos que permite enviar e receber arquivos. Você pode limitar esse compartilhamento a apenas alguns amigos ou estar aberto para o mundo inteiro.

 O HFS é diferente do compartilhamento clássico de arquivos porque não há rede. HFS é um servidor web que utiliza tecnologia web para ser mais compatível com a Internet atual.
Como na verdade é um servidor web, seus amigos podem baixar arquivos como se estivessem baixando de um site usando um navegador da web, como Internet Explorer ou Firefox. Seus usuários não precisam instalar nenhum software novo.

 HFS permite que você compartilhe seus arquivos. A maioria dos servidores web é usada para publicar um site, mas o HFS não foi projetado para fazer isso. Você é, no entanto, livre para usá-lo da maneira que desejar, mas por sua própria conta e risco.
A partir da última versão beta 2.3, o HFS inclui sua própria linguagem de script proprietária conhecida como "macros", que pode ser usada para expandir a funcionalidade do programa. Os scripts podem ser usados em vários métodos, incluindo manipuladores de eventos e diretamente em páginas da web. As macros podem até ser escritas para contornar o sistema de contas do programa com um sistema personalizado.[carece de fontes?] O HFS pode ser usado como um servidor web típico, porém não é fácil de suportar e requer uma variedade de métodos de programação não convencionais (somente versão 2.3), devido à falta de suporte para PHP ou CGI.

## História
O desenvolvimento começou em agosto de 2002 e atingiu a versão 1.0 em setembro do mesmo ano.

## Segurança
O HFS teve vários problemas de segurança no passado, mas afirma em seu site que a partir de 2013 "Não há bugs de segurança conhecidos na versão mais recente. O HFS é de código aberto, então qualquer pessoa pode verificar facilmente se há falhas de segurança (e temos muitos usuários experientes). Embora não tenha sido projetado para ser extremamente robusto, o HFS é muito estável e tem sido usado há meses sem ser reiniciado".
Ele pode ser usado com Stunnel para fornecer https (SSL/TLS).